# Franz Riebenbauer
Franz Riebenbauer (* 4. Dezember 1946 in Pinggau) ist ein österreichischer Landwirt und Politiker (ÖVP). Riebenbauer ist seit 1991 Abgeordneter zum Landtag Steiermark und lebt in Pinggau. Er ist verheiratet und Vater dreier Töchter sowie eines Sohnes.

## Ausbildung und Beruf
Nach dem Besuch der Volks- und Hauptschule in Pinggau bzw. Friedberg absolvierte Riebenbauer von 1960 bis 1963 ländliche Fortbildungsmaßnahmen in Pinggau sowie Friedberg und besuchte anschließend von 1963 bis 1966 eine dreijährige Landwirtschaftsfernschule. Seinen Präsenzdienst leistete Riebenbauer zudem zwischen 1965 und 1966 beim Jägerbataillon 19 in Pinkafeld ab.
Riebenbauer betreibt mit seiner Gattin eine kleine Landwirtschaft, die rund elf Hektar Grund umfasst und in der durchschnittlich zehn Milchkühe gehalten werden.

## Politik
Riebenbauer war 1965 Gründungsobmann der Steirischen Landjugend Pinggau und übernahm 1966 die Funktion des Pfarr- und Dekanatsführers der Katholischen Jugend. Von 1978 bis 1989 hatte er das Amt eines Landeskammerrats inne, 1980 wurde er in den Gemeinderat gewählt. Er hatte in der Folge von 1980 bis 1996 das Amt des Vizebürgermeisters inne und war zudem zwischen 1989 und 1991 Obmann der Bezirkskammer für Land- und Forstwirtschaft. Nachdem Riebenbauer 1991 als Abgeordneter in den Steiermärkischen Landtag gewählt worden war, stieg er 1995 zum stellvertretenden Klubobmann auf.
Riebenbauer ist zudem seit 1975 Ortsbauernrat in Pinggau und übernahm 1985 das Amt des Ortsbauernratsobmanns. Er hat zudem seit 1989 die Funktion des Bezirksobmanns des Bauernbunds inne und übt zudem seit 1996 auch das Amt des ÖVP-Bezirksparteiobmanns aus. Zudem ist er seit 1999 Obmann des Entwicklungsförderungsverbands und war von 1990 bis 2007 Obmann des Biomasse-Heizwerks in Pinggau.